# Audra McDonald

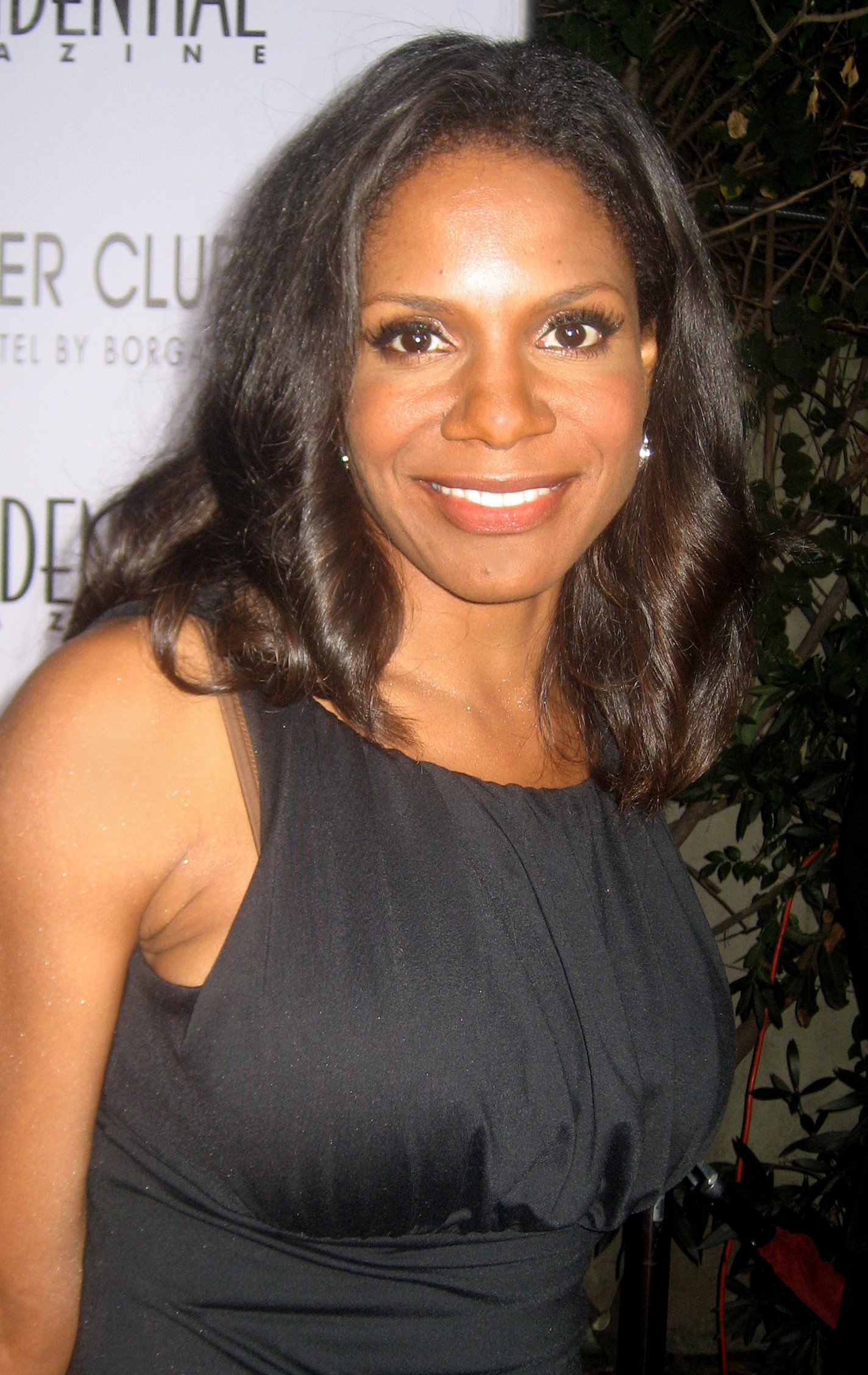
Audra McDonald (2008)

Audra Ann McDonald (* 3. Juli 1970 in West-Berlin) ist eine US-amerikanische Schauspielerin und Musical- und Opernsängerin (Sopran), die für ihre Leistungen Emmy-Nominierungen, einen Grammy und sechs Tony Awards erhalten hat.

## Leben und Leistungen
Audra McDonald wuchs in Fresno in Kalifornien auf. 1993 schloss sie die Juilliard School in New York ab.

### Theater
Seit 1994 ist Audra McDonald als Schauspielerin am Broadway tätig. 1994 erhielt sie ihren ersten Tony Award als Beste Nebendarstellerin in einem Musical für ihre Rolle in dem Musical Carousel. Weitere Tonys erhielt sie in der Kategorie Beste Nebendarstellerin für ihre Rolle in Terrence McNallys Master Class (1996) und 1998 als Beste Nebendarstellerin in einem Musical für Ragtime.
2000 wurde McDonald für die Titelrolle in Marie Christine als Beste Hauptdarstellerin in einem Musical nominiert. 2004 erhielt sie einen weiteren Tony in der Kategorie Beste Nebendarstellerin für ihre Rolle als Ruth Younger in Lorraine Hansberrys A Raisin in the Sun, in der Verfilmung von 2008 spielte sie in selber Rolle. 2007 wurde sie für die Darstellung der Lizzie Curry in 110 in the Shade als Beste Hauptdarstellerin in einem Musical nominiert.
Einen fünften Tony bekam McDonald 2012 als Beste Hauptdarstellerin in einem Musical in Porgy and Bess. Eine sechste Trophäe zwei Jahre später für ihre Darstellung der Billie Holiday in Lady Day at Emerson’s Bar & Grill. Mit diesem Sieg überflügelte sie Julie Harris und Angela Lansbury, die bis dahin mit fünf Preisen den Rekord für die meisten Tonys für einen Schauspieler mit ihr gemeinsam gehalten hatten. Ebenfalls ist McDonald die erste Künstlerin, die den Tony Award in allen vier regulären Schauspielkategorien (Beste Hauptdarstellerin in einem Theaterstück bzw. Musical, Beste Nebendarstellerin in einem Theaterstück bzw. Musical) gewinnen konnte.

### Film und Fernsehen
Sie spielte ihre erste Filmrolle in dem Film Seven Servants von Daryush Shokof aus dem Jahr 1996. Jeweils in der Komödie Liebe in jeder Beziehung (1998) mit Jennifer Aniston wie auch im Drama Das schwankende Schiff (1999) von Tim Robbins trat McDonald als Sängerin auf. In der Fernsehkomödie Annie – Weihnachten einer Waise (1999) spielte sie neben Kathy Bates eine größere Rolle. Im Filmdrama Gnadenloses Duell (2000) spielte sie neben James Garner eine der vier Journalisten, die einen Präsidentschaftskandidaten der Frauenmisshandlung beschuldigen.
Ihre Rolle als Susie Monahan neben Emma Thompson im Fernsehdrama Wit (2001) brachte McDonald 2001 eine Emmy-Nominierung als „Beste Nebendarstellerin in einer Miniserie oder einem Fernsehfilm“. Im Filmdrama Es bleibt in der Familie (2003) war sie an der Seite von Michael Douglas und Kirk Douglas zu sehen.
Von 2007 bis 2011 gehörte McDonald als Naomi Bennett zum Hauptcast der Fernsehserie Private Practice, wofür sie 2008, 2009 und 2010 für den Image Award als Beste Serien-Nebendarstellerin – Drama nominiert wurde. Für ihre Leistung als Ruth Younger in dem Fernsehfilm A Raisin in the Sun erhielt sie 2008 eine Emmy-Nominierung als „Nebendarstellerin in einer Miniserie oder einem Fernsehfilm“ sowie eine weitere Image-Award-Nominierung als „Beste Darstellerin – Fernsehfilm/Miniserie“.

### Musik
McDonald ist auch als Opernsängerin tätig, so veröffentlicht sie seit 1998 Alben. 2001 erhielt sie für ihre Konzert-Aufnahme Audra McDonald in Concert eine Image-Award-Nominierung. In der Kategorie Klassische Musik – Beste Opernaufnahme erhielt McDonald 2009 einen Grammy für eine Aufnahme der Oper Aufstieg und Fall der Stadt Mahagonny. Im Jahr 2014 gab McDonald ein Konzert an der Los Angeles Opera.

### Persönliches
2018 wurde sie in die Academy of Motion Picture Arts and Sciences berufen, die jährlich die Oscars vergibt.
McDonald heiratete im Jahr 2000 den Schauspieler Peter Donovan, den sie während ihres Studiums an der Juilliard School kennengelernt hatte. Die beiden haben eine Tochter (* 2001). 2009 ließen sie sich scheiden.
Am 6. Oktober 2012 heiratete McDonald den Broadway-Darsteller Will Swenson. Sie lernten sich 2007 während gemeinsamer Auftritte für das Stück 110 in the Shade kennen, sie verlobten sich zu Neujahr 2012.

## Filmografie (Auswahl)
- 1996: Seven Servants
- 1998: Liebe in jeder Beziehung (The Object of My Affection)
- 1999: Das schwankende Schiff (Cradle Will Rock)
- 1999: Annie – Weihnachten einer Waise (Annie, Fernsehfilm)
- 2000: Law & Order: Special Victims Unit (Fernsehserie, 2 Folgen 1x19, 1x22)
- 2000: Gnadenloses Duell (The Last Debate, Fernsehfilm)
- 2001: Wit (Fernsehfilm)
- 2003: Mister Sterling (Fernsehserie, 9 Folgen)
- 2003: Es bleibt in der Familie (It Runs in the Family)
- 2003: Tea Time with Roy & Sylvia (Kurzfilm)
- 2006: The Bedford Diaries (Fernsehserie, 8 Folgen)
- 2006–2007: Kidnapped – 13 Tage Hoffnung (Kidnapped, Fernsehserie, 3 Folgen)
- 2007–2013: Private Practice (Fernsehserie, 77 Folgen)
- 2008: A Raisin in the Sun (Fernsehfilm)
- 2009: Grey’s Anatomy (Fernsehserie, Folge 5x15)
- 2011: Rampart – Cop außer Kontrolle (Rampart)
- 2013: Good Wife (The Good Wife, Fernsehserie, Folge 4x16)
- 2013: The Sound of Music Live! (Fernsehfilm)
- 2015: Ricki – Wie Familie so ist (Ricki and the Flash)
- 2017: Die Schöne und das Biest (Beauty and the Beast)
- 2018–2022: The Good Fight (Fernsehserie)
- 2018: BoJack Horseman (Fernsehserie, Episode 5x10, Stimme)
- 2021: Respect
- seit 2022: The Gilded Age (Fernsehserie)
- 2023: Rustin
- 2023: Origin

## Diskografie (Auswahl)
- 1997: Leonard Bernstein's New York (mit Dawn Upshaw, Mandy Patinkin, Donna Murphy und Judy Blazer)
- 1998: Way Back to Paradise
- 1999: Wonderful Town (Berlin 1999, Sir Simon Rattle) als Eileen
- 2000: Sweeney Todd (Live at the New York Philharmonic) als Beggar Woman
- 2000: How Glory Goes
- 2002: Happy Songs
- 2006: Build a Bridge
- 2007: Dreamgirls in Concert (Liveaufnahme von 2001) als Deena
- 2012: Porgy and Bess (New Broadway Cast Recording) als Bess
- 2013: Go Back Home
- 2014: Lady Day at Emerson's Bar and Grill (Original Broadway Cast Recording)

## Auszeichnungen
- 1994: Theatre World Award für Carousel
- 1994: Drama Desk Award für Carousel (Beste Nebendarstellerin in einem Musical)
- 1994: Tony Award für Carousel (Beste Nebendarstellerin in einem Musical)
- 1996: Tony Award für Master Class (Beste Nebendarstellerin in einem Theaterstück)
- 1998: Tony Award für Ragtime (Beste Nebendarstellerin in einem Musical)
- 2004: Drama Desk Award für A Raisin in the Sun (Beste Nebendarstellerin in einem Theaterstück)
- 2004: Tony Award für A Raisin in the Sun (Beste Nebendarstellerin in einem Theaterstück)
- 2007: Drama Desk Award für 110 in the Shade (Beste Hauptdarstellerin in einem Musical)
- 2012: Drama Desk Award für The Gershwins’ Porgy and Bess (Beste Hauptdarstellerin in einem Musical)
- 2012: Tony Award für The Gershwins’ Porgy and Bess (Beste Hauptdarstellerin in einem Musical)
- 2014: Drama Desk Award für Lady Day at Emerson's Bar & Grill (Beste Hauptdarstellerin in einem Theaterstück)
- 2014: Tony Award für Lady Day at Emerson's Bar & Grill (Beste Hauptdarstellerin in einem Theaterstück)
- 2015: Mitglied der American Academy of Arts and Sciences